# (470316) 2007 OC10
(470316) 2007 OC10 est un objet transneptunien de la ceinture de Kuiper. 

## Caractéristiques
2007 OC10 mesure environ 310 km de diamètre, ce qui pourrait le qualifier comme un candidat au statut de planète naine.